# Sigfrid Edström
Johannes Sigfrid Edström (født 21. november 1870 i Morlanda på Orust i Bohuslän, død 18. marts 1964) var en svensk forretningsmand, ingeniør og sportsfunktionær. Han var den fjerde præsident i Den Internationale Olympiske Komité.
Edström studerede på Chalmers tekniska högskola i Göteborg og senere både i Schweiz og USA. Han var i sin ungdom en habil sprinter med tider ned mod 11,0 sekunder på 100 meter. Han var direktør i elektronikselskabet ASEA fra 1903 til 1933 og formand i bestyrelsen der fra 1934 til 1939.
Allerede i 1912, under OL i Stockholm, var Edström involveret i det svenske idrætsforbund og var med i organisationskomitéen. I løbet af legene blev det internationale atletikforbund (IAAF), stiftet og Edström blev valgt til IAAFs første formand. Han sad som formand her til 1946.
Han blev medlem i IOK i 1920 og havde en position i styret en periode før han blev næstformand i 1931. Da siddende IOK-formand Henri de Baillet-Latour døde i 1942, blev Edström administrerende formand frem til slutningen af anden verdenskrig, hvorpå han formelt blev valgt som formand. Han var central i arbejdet med at genrejse IOK, og den olympiske bevægelse efter krigen. I 1952, 82 år gammel, trak han sig fra formandsposten og blev efterfulgt af Avery Brundage.